# Podlažice

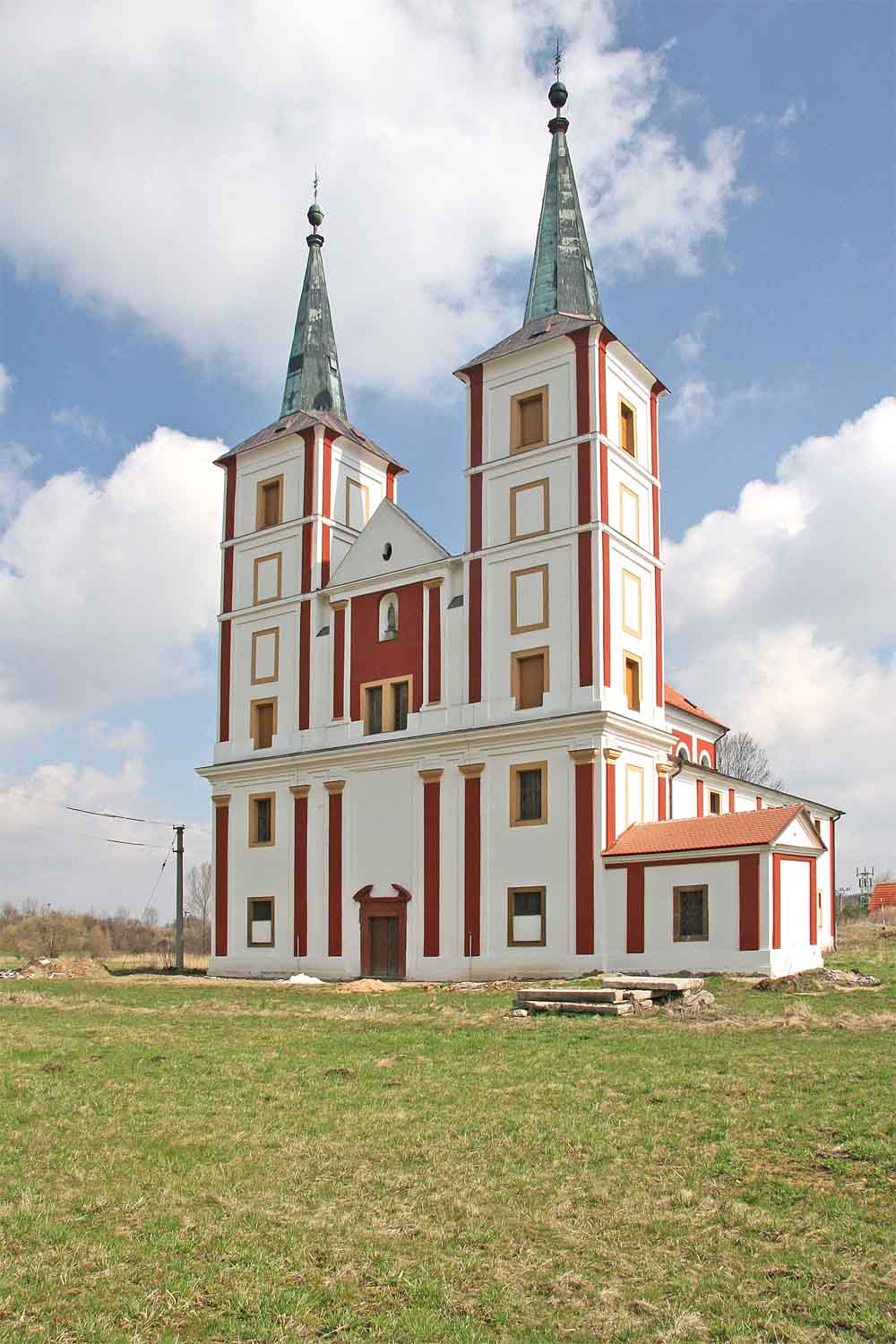
Kirche St. Margareta

Podlažice (deutsch: Podlaschitz) ist ein Ortsteil der Stadt Chrast im Okres Chrudim des Pardubický kraj im östlichen Böhmen. Das Dorf liegt zwei Kilometer südöstlich von Chrast am linken Ufer des Žejbro.

## Geschichte
Podlažice wurde erstmals 1159 erwähnt als Sitz des Benediktinerklosters Podlažice. Im 13. Jahrhundert entstand hier der Codex Gigas, eine geistliche lateinische Handschrift mit einer Taufliturgie und Bibeltexten.
1421 wurde das Kloster Podlažice von den Hussiten zerstört.
Ein Inventarstück aus dem Jahr 1406 befindet sich heute in der Heilig-Geist-Kathedrale in Hradec Králové, ein Kruzifix aus Bronze aus dem 13. Jahrhundert im Museum von Chrast.
Heute sind noch Reste der Klosterbrauerei zu sehen.

## Sehenswürdigkeiten
- Die barocke Kirche der heiligen Margareta von Antiochia wurde von 1696 bis 1721 auf dem ehemaligen Klostergelände, möglicherweise an Stelle eines Vorgängerbaus, errichtet.[2]

## Persönlichkeiten
- Antonín Machek (1775–1844), Porträtmaler des Biedermeier